# Stifftioideae
Stifftioideae je potporodica glavočika. Sastoji se od dva tribusa sa ukupno 15 rodova, a ime je dobila po rodu Stifftia.

## Tribusi i rodovi
1. Tribus Hyalideae Panero
  1. Hyalis D. Don ex Hook. & Arn. (2 spp.)
  2. Ianthopappus Roque & D. J. N. Hind (1 sp.)
  3. Nouelia Franch. (1 sp.)
  4. Leucomeris D. Don (1 sp.)
2. Tribus Stifftieae D. Don
  1. Stifftia J. C. Mikan (6 spp.)
  2. Hyaloseris Griseb. (6 spp.)
  3. Dinoseris Griseb. (1 sp.)
  4. Gongylolepis R. H. Schomb. (14 spp.)
  5. Duidaea S. F. Blake (4 spp.)
  6. Glossarion Maguire & Wurdack (2 spp.)
  7. Eurydochus Maguire & Wurdack (1 sp.)
  8. Achnopogon Maguire, Steyerm. & Wurdack (2 spp.)
  9. Neblinaea Maguire & Wurdack (1 sp.)
  10. Salcedoa Jiménez Rodr. & Katinas (1 sp.)
  11. Quelchia N. E. Br. (4 spp.)